# Pirna 014
A Pirna 014 a Német Demokratikus Köztársaságban az 1950-es évek végén a Baade 152-es utasszállító repülőgéphez kifejlesztett gázturbinás sugárhajtómű.
Az NDK kormányának döntése alapján a Drezda melletti Pirna kisvárosban építettek fel egy hajtóműgyárat (VEB Strömungsmaschinen Pirna), amelynek a kifejlesztendő Baade B–152 utasszállító repülőgép számára kellett volna hajtóműveket gyártani. A munka alapjául a Junkers Ju 287 bombázóhóz tervezett Jumo 012 gázturbinás sugárhajtómű szolgált.  A második világháború után a szovjet megszálló hatóságok utasítására a Dessauban lévő Jukers Motorgyár szakemberei folytatták a Jumo 012 fejlesztését, de a munkát 1948-ban végleg leállították.
A Pirna hajtóműgyár a Jumo 012 alapján alakította ki a Pirna 014-t. A Jumo 012 11 fokozatú axiálkompresszorát 12 fokozatúra cserélték. Ezzel a nyomásviszonyt 7-re növelték. A kétfokozatú turbinával rendelkező Jumo 012-vel ellentétben azonban a Pirna 014-nek csak egyfokozatú volt a turbinája.
A Pirna első légi próbájára 1959. szeptember 11-én került sor egy átalakított Il–28R felderítő repülőgép fedélzetén. A repülési tesztek során jelentkező problémák kiküszöbölése miatt a hajtómű fejlesztése csúszott, ezért a Baade B–152 első prototípusába a szovjet RD–9B gázturbinás sugárhajtóművet kellett beépíteni. A B–152 második prototípusába már a Pirna 014 került.
A B–152 program 1961-es leállítása után törölték a hajtómű fejlesztési programját is. A Pirna 014 egy-egy példánya napjainkban a müncheni Deutsches Museumban és a drezdai Közlekedési Múzeumban látható.

## Műszaki adatok
- Tömeg: 1050 kg
- Hossz: 3446 mm
- Legnagyobb átmérő: 981 mm
- Turbina: egyfokozatú
- Kompresszor: 12 fokozatú axiálkompresszor
- Nyomásviszony: 7
- Tolóerő: 30,9 kN
- Fajlagos tüzelőanyag-fogyasztás: 88,6 kg/h/kN
- Légnyelés: 53 kg/s

## Fényképek

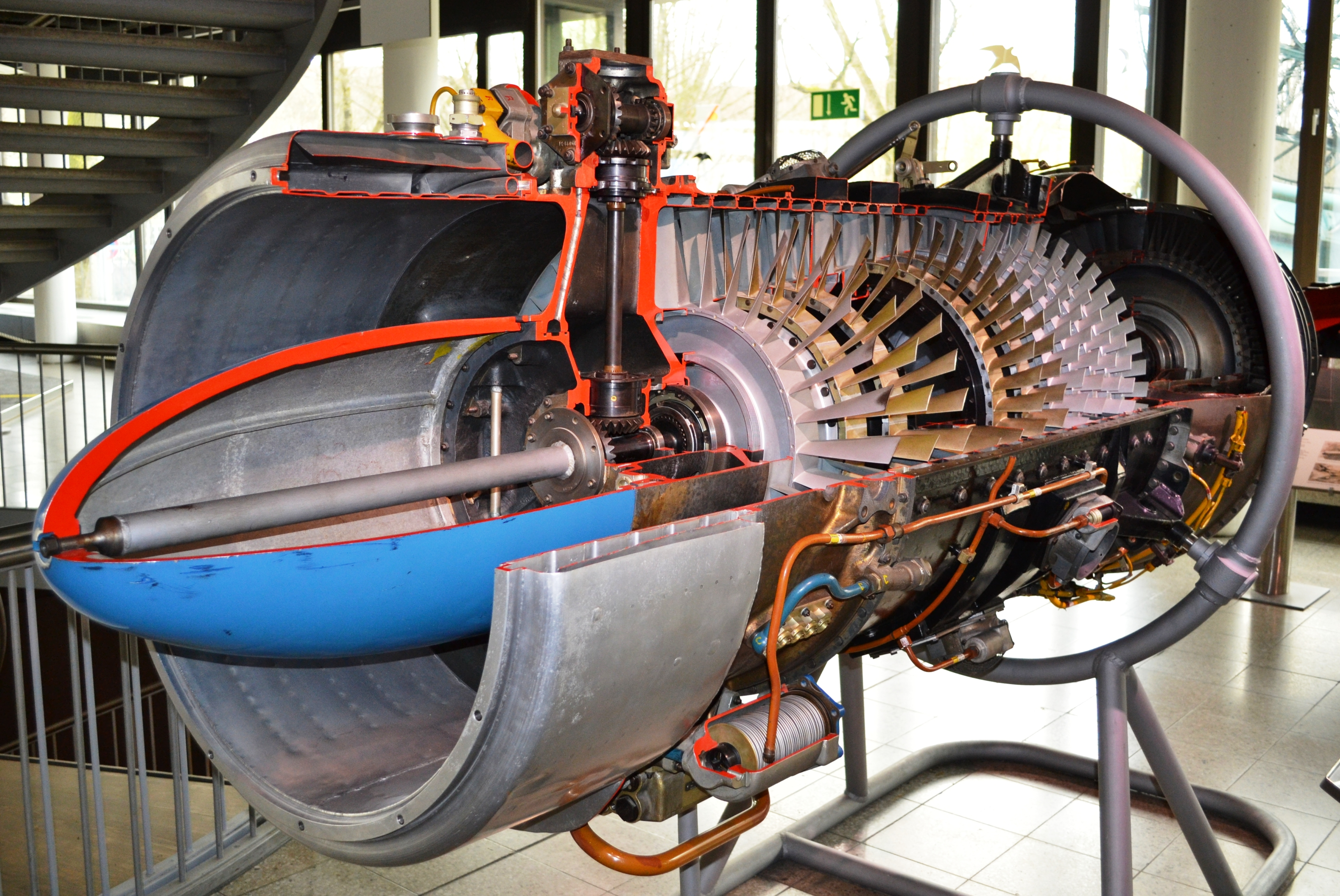
A hajtómű metszete
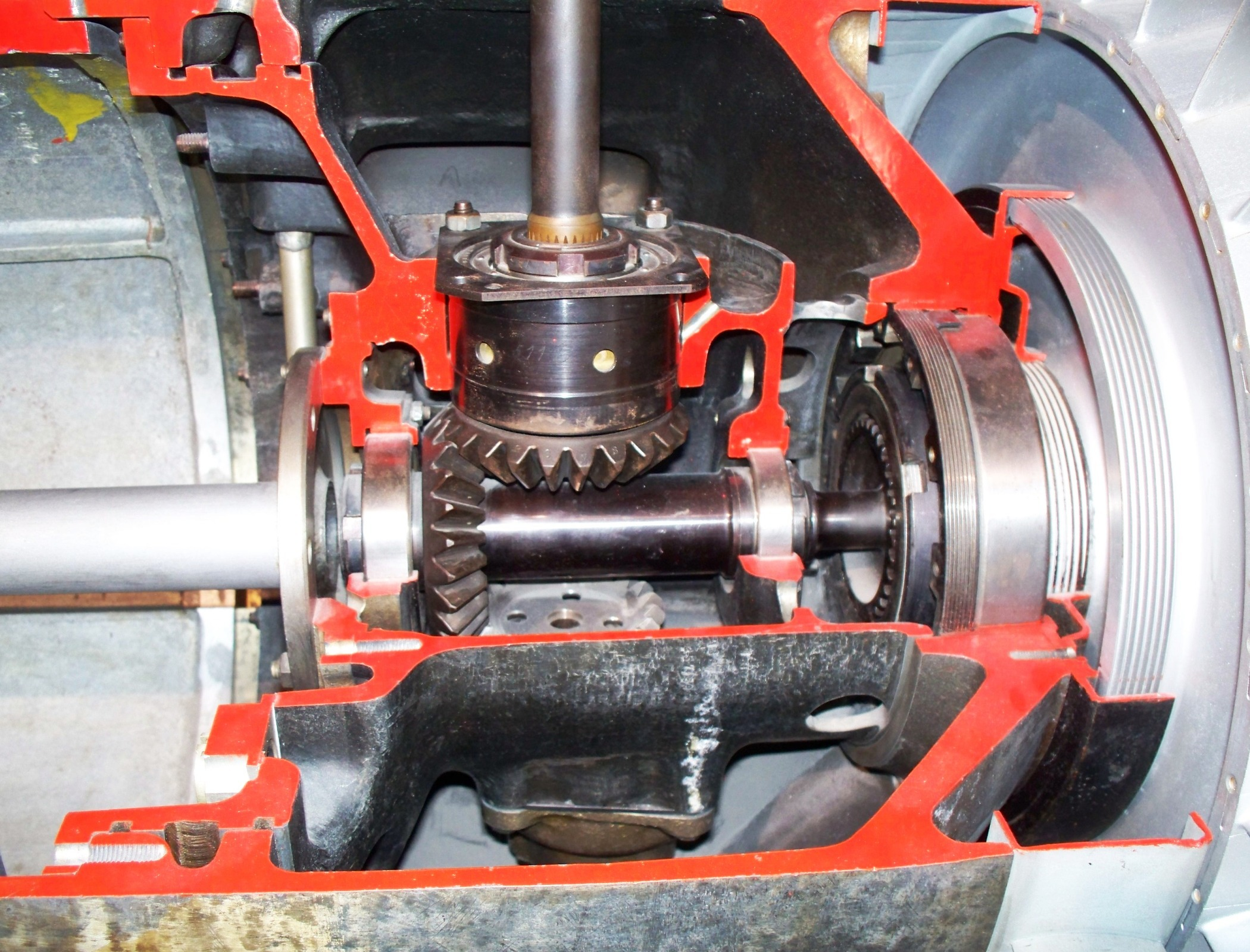
A segédberendezések meghajtása
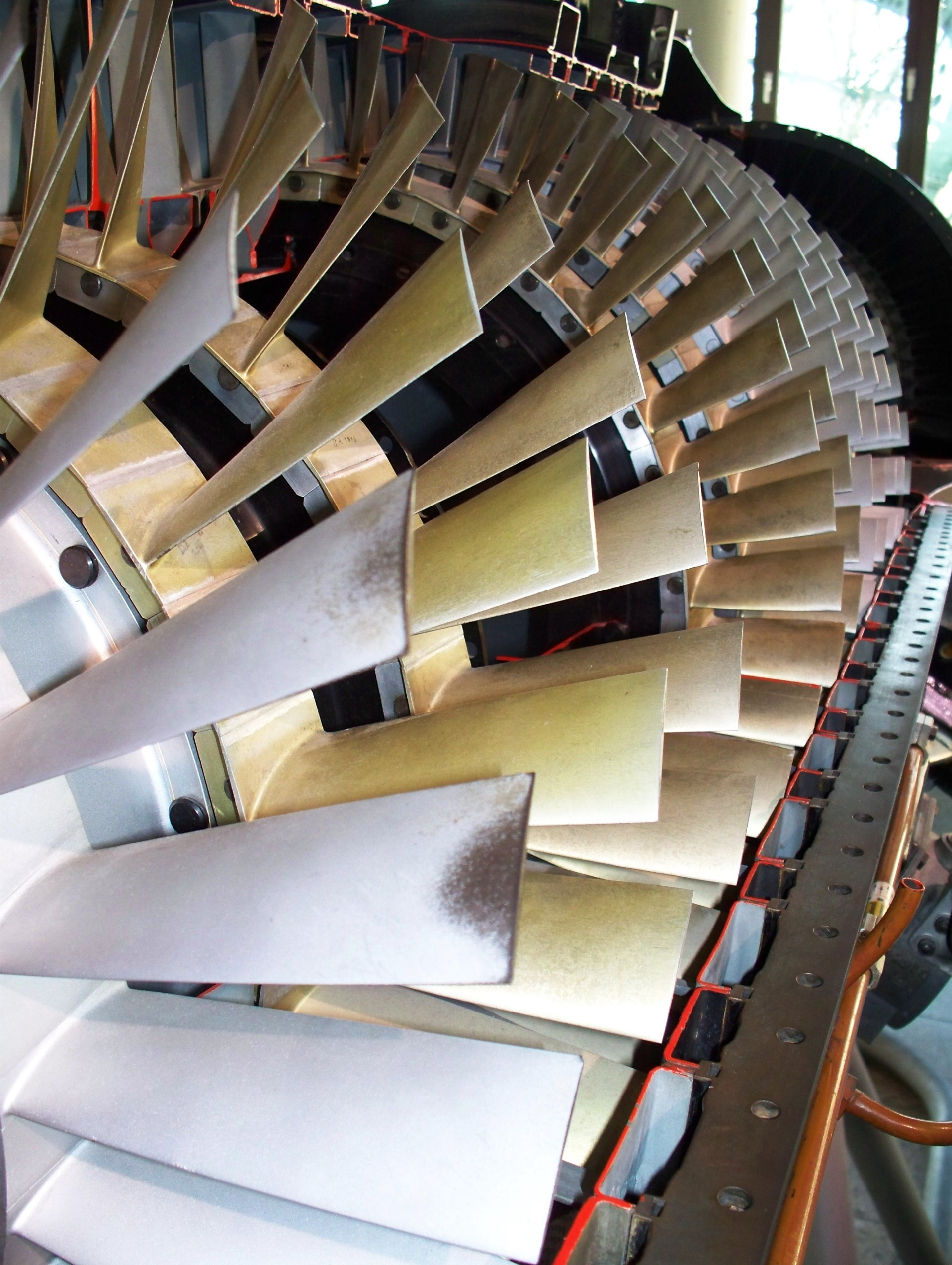
A kompresszor forgórésze
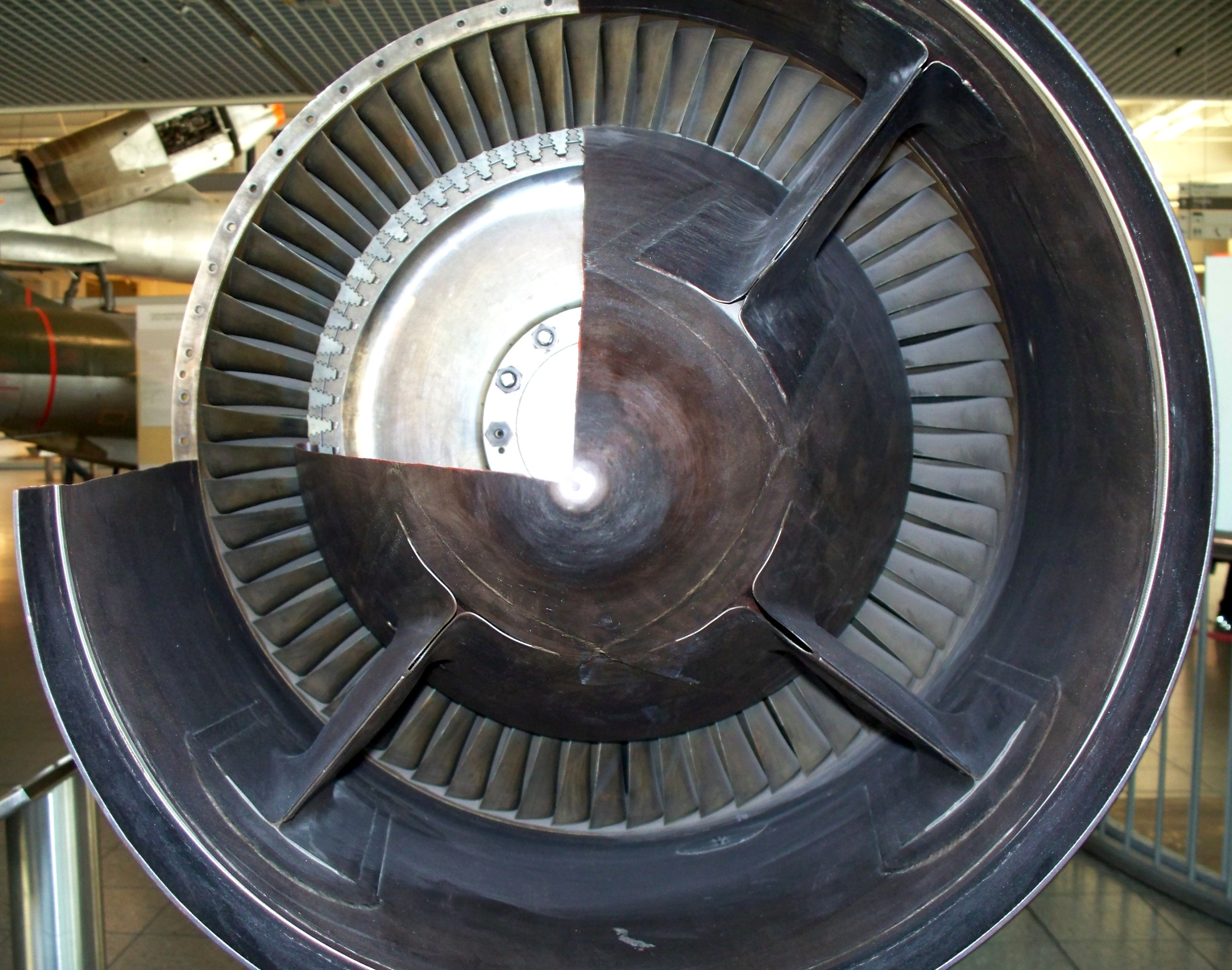
A fúvócső a turbina-járókerékkel

## Külső hivatkozások
- Das Drama von "B 152": Ein Superjet aus Dresden (németül)